# Between Strangers
Between Strangers is een Italiaans-Canadese dramafilm uit 2002, geregisseerd en geschreven door Edoardo Ponti en geproduceerd door Gabriella Martinelli en Elda Ferri. De hoofdrollen worden vertolkt door Sophia Loren, Mira Sorvino en Deborah Kara Unger.

## Verhaal
De film vertelt drie verhalen over drie vrouwen: Olivia, Catherine en Natalie.

## Rolbezetting
| Acteur                | Personage           |
| --------------------- | ------------------- |
| Sophia Loren          | Olivia              |
| Mira Sorvino          | Natalia Bauer       |
| Deborah Kara Unger    | Catherine           |
| Pete Postlethwaite    | John                |
| Julian Richings       | Nigel               |
| Klaus Maria Brandauer | Alexander Bauer     |
| Malcolm McDowell      | Alan Baxter         |
| Len Doncheff          | Grocery Store Owner |
| Corey Sevier          | Jeb                 |